# 杭州市长河高级中学
杭州市长河高级中学创建于1956年，是杭州市教育局直属学校，浙江省一级重点中学，浙江省一级普通高中特色示范学校，是全国普通高校招生统一考试浙江省杭州市考点之一。
杭州市长河高级中学是目前杭州市办学规模最大的高级中学，也是杭城寄宿制历史最长的学校之一。学校已形成一整套规范而行之有效的住校生管理制度，学校注重培养学生“自信、自主、勤奋、刻苦”的精神。
杭州市长河高级中学在浙江省内首创“宏志班”，自2001年来，面向杭州市主城区、萧山区、余杭区、富阳区、临安区和三县（市）招收品学兼优的宏志生，报考学生经杭州市慈善总会审核确认，符合家庭经济困难条件的，享受“宏志班”学生待遇。
杭州市长河高级中学现任校长是何东涛。

## 学校概况
学校位于杭州市滨江区长河街道，钱江四桥边。新校区于2005年正式投入使用。占地面积约为0.075平方公里。包含行政楼，图书馆，教学楼，食堂餐厅，宿舍楼，体育馆以及田径场。
学校有正门(南门)及侧门(西门)。车流量一般集中于偏门，造成交通拥堵，特别是在节假日，尤为明显。
学校内有一人工湖泊，被命名为感恩湖，横贯教学楼，并在教学楼和行政楼之间分布。感恩湖西面是行政楼，东面是三幢教学楼，行政楼北面是食堂，分为三层。学校为了避免学生就餐拥堵，实行单双周就餐延迟制度。再往北即学生、教师宿舍（分为F、G、H楼宿舍，其中F楼为周末留校生宿舍和教工宿舍，G楼为女生宿舍，H楼为男生宿舍）。宿舍往东是体育馆，分为2层。
目前，学校正在进行教学综合楼、体艺活动中心、钢膜结构风雨操场建设，三个项目已经于2017年6月开工建设。

## 学校发展

### 历史沿革
杭州市长河高级中学的前身是萧山县第五初级中学。
- 1956年，萧山县委、县人民政府发文决定选址长河创办“萧山县第五初级中学”。
- 1959年，第一届初中毕业生70余人毕业。
- 1959年，杭州市教育局经考核审定我校为杭州地区农村重点初中，此后教师参加杭州市区中学教研活动。
- 1961年，学校更名为“浙江省萧山县长河初级中学”。
- 1962年，更名为“萧山县长河初级中学”。
- 1970年，学校增设高中部，升格为完全中学，校名改为“萧山县长河中学”。
- 1982年，首创“讲道德、讲文明、守纪律”为内容的“三项红旗竞赛”活动，后被各兄弟学校仿效。高中学制由二年制改为三年制。
- 1988年，萧山撤县设市，学校随之改名为“萧山市长河中学”。
- 1993年，最后一届初中毕业学生离校，初中部撤销，学校升格为高级中学。
- 1994年，更名为“萧山市第五高级中学”。
- 1996年，由于杭州市行政区划的调整，长河、西兴、浦沿三镇划归杭州市西湖区（后单独成立为杭州市滨江区），转划为杭州市教委直属学校。高三(1)班学生来国明以685分的高考成绩，名列全省理科第一名，录取于清华大学[7]。培养出该校的第一个浙江省高考理科状元。
- 1998年，升格为浙江省三级重点中学[來源請求]。被授予杭州市“文明单位”称号。
- 2001年，全省首个面向全市招收家庭困难、品学兼优的“宏志班”开始招生[8]。首届宏志班冠名为“长河·万利”班。
- 2002年，杭州市政府批准学校按省级示范重点寄宿制高中的建设标准整体异地迁建。
- 2003年，学校首次被确定为“全国普通高校招生统一考试浙江省杭州市考点”。
- 2004年，新校址正式投入使用。
- 2005年，经省教育厅督导评估，学校晋升为浙江省二级重点中学[來源請求]。
- 2006年，学校晋升为浙江省一级重点普通高中。
- 2015年，桐庐县与杭州三大教育集团签下了一份紧密型深度合作协议，其中桐庐县分水高中加入了杭州市长河高级中学教育集团[9]。
- 2016年，开始选派宏志班教育管理人员及教师到分水高中参与教学与管理指导等工作。

### 学校荣誉
- 2004-2011年，连续八次被评为杭州市“人民满意学校”。
- 2012年，被杭州市教育局授予“依法治校示范校”。
- 2015年，被评为浙江省一级普通高中特色示范学校。
- 2016年，被评为杭州市智慧教育示范校。
- 2017年，被评为杭州市2017年度5A级平安校园、浙江省“千校结好”特色学校，被授予浙江学生生涯教育发展联盟副理事长单位。
- 2018年，被评为杭州市教育系统青少年学生第二课堂工作先进单位，首批杭州市示范性教师发展学校。

## 学校设施
学校目前已建成建筑共分为教学实验楼（A、B、C三幢）、行政图书信息楼、食堂、体育馆、学生宿舍五大建筑群。
教室配有电子白板。
教学楼以及学生宿舍均配有空调。
食堂餐厅共分为三层，一楼、二楼为学生食堂，三楼为教工食堂，每层均配有多台电视。
体育馆内有两层，一楼有乒乓球室、舞蹈室、健身房、器材保管室、部分艺术教室，二楼有篮球场、羽毛球场。
校园内分布监控设备，进入校园需登记身份证，并通过面部识别联网验证，保障了学生和教师的安全。
学校目前正在新建教学综合楼、体艺活动中心、钢膜结构风雨操场，三个项目已经于2017年6月开工建设，项目总投资1.31亿元。

## 校训
关爱、宏志、求真、超越。

## 学校特色

### 宏志班
长河高中自2001年开始招收“宏志班”学生，大部分学生是来自全国的品学兼优但家境贫困的孩子。“宏志班”学生勤奋刻苦，德智体全面发展。在各项学校组织的比赛中均名列前茅。

### 三项红旗竞赛
1982年，学校首创的“讲道德、讲文明、守纪律”为内容的“三项红旗竞赛”活动开始，后被各兄弟学校仿效。